# Hemrik (Haren)

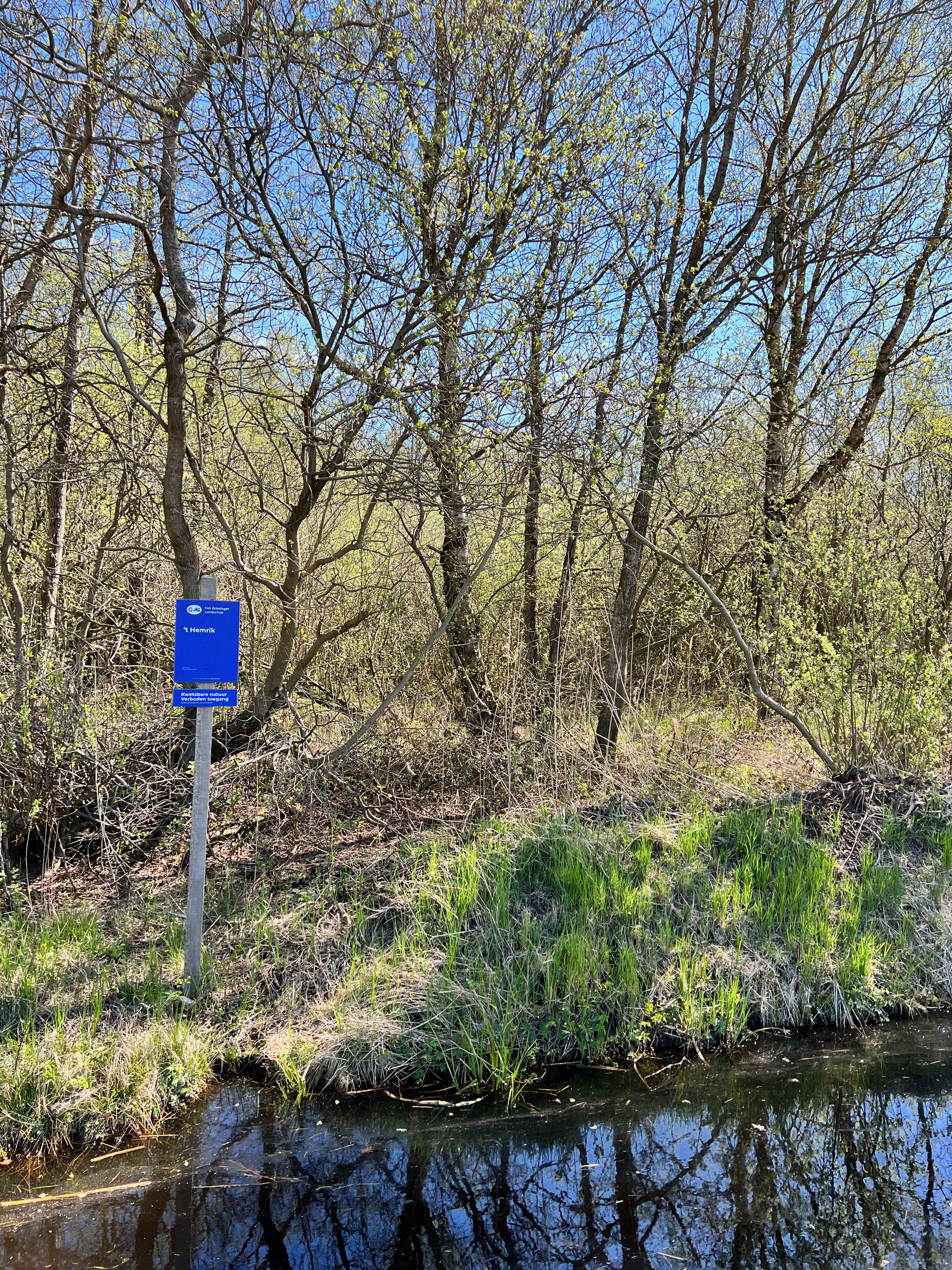
Het Hemrik in 2022

Het Hemrik of Hamrik is een moerasbos ten zuiden van Haren in de Nederlandse provincie Groningen. Het werd rond 1900 drooggelegd en was voordien een klein meertje of meerstal. Het was eigendom van de markegenoten van Glimmen. Sinds 1976 is het een reservaat van Het Groninger Landschap.

## Ontstaan
Het Hemrik ligt op de flank van een reliëfrijke zandopduiking in de vlakke benedenloop van de Drentsche Aa. Het was in de 19de eeuw een doodlopende zijtak van deze beek. Het is niet zeker of hier het hele jaar open water was of dat deze zijarm alleen met hoog water onder stond. Rond 1900 is dit deel van de Drentsche Aa bedijkt, waardoor de laagte werd afgesneden. Nadat het vervolgens werd bemalen en veranderde het open water in moeras.

## Flora en fauna
De in Nederland relatief zeldzame moerassprinkhaan leeft in dit gebied. Daarnaast groeien er veel moerasplanten, zoals de blauwe zegge, sterzegge, draadzegge en het moeraskartelblad. Door ontwatering komt de zeldzame paardenhaarzegge er tegenwoordig niet meer voor. Wat betreft de vogels komen er de grauwe vliegenvanger, de grote lijster, de boompieper en de havik voor.